# 伊戈爾·舍夫琴科
伊戈爾·阿納托利耶維奇·舍夫琴科（羅馬化：Ihor Anatoliiovych Shevchenko；1971年1月10日—），烏克蘭政治人物。在2012年12月至2015年7月期間，舍夫琴科曾經出任烏克蘭環境和自然部長。他所屬的政黨是全烏克蘭聯盟「祖國」。據舍夫琴科表示，烏克蘭總理阿爾謝尼·亞采紐克多次要求舍夫琴科辭職。2015年7月2日，烏克蘭國會因舍夫琴科「不能履行部長職務」而解除了他的職位 。